# 新拉丁语
新拉丁语（拉丁語：Lingua Latina temporis humanistici、英語： 或 ）指在文藝復興時期之後，20世紀前（約1375年至1900年之間）這段時間在學者間與科學文獻上使用的拉丁文。在文艺复兴时期拉丁语作家，因不滿中古拉丁语脱离古典拉丁语發展，以古典拉丁文为范式，發展出的較规范和纯洁“新拉丁语”，以期在重構古典拉丁文之外建構新拉丁文。

## 概論
在西洋古典學中，新拉丁語指的是在文藝復興時期，在義大利地區所講的拉丁語，以及根據這種語言來寫作的拉丁文作品，時間約在14及15世紀之間。

## 新拉丁研究
对新拉丁語作家及作品的研究被稱為新拉丁研究（Neo-Latin Studies），相關主要期刊有Humanistica Lovaniensia - Journal of Neo-Latin Studies等。

## 外部連結
- An Analytic Bibliography of On-line Neo-Latin Titles （页面存档备份，存于） — Bibliography of Renaissance Latin and Neo-Latin literature on the web.
- A Lost Continent of Literature: The rise and fall of Neo-Latin, the universal language of the Renaissance. （页面存档备份，存于） — An essay on Neo-Latin literature by James Hankins from the I Tatti Renaissance Library website.
- American Association for Neo-Latin Studies （页面存档备份，存于）